# Стефан Нанов
Стефан Георгиев Нанов е български емигрантски деец и революционер, деец на Вътрешната македонска революционна организация (обединена), приел идеите на македонизма.

## Биография
Стефан Нанов е роден в битолското влашко село Маловище, тогава в Османската империя. През 1928 година замества Евтим Спространов като член на Изпълнителния комитет на Съюза на македонските емигрантски организации. Присъединява се към ВМРО (обединена) и става секретар на I район в София, редактор и завеждащ издаването на органа на Окръжния комитет „Обединист“. През 1936 година е съден на процеса срещу ВМРО (обединена), където се декларира като етнически македонец. По време на Втората световна война поддържа близки връзки със семейството на Венко Марковски. През 1944 година подписва Апела към македонците в България и се включва във Временното македонско представителство в Македонския научен институт заедно с Георги Деспотов и Перо Шанданов. Между 1945 – 1947 година е член на Македонския научен институт. По предложение на Лазар Колишевски, Михайло Апостолски и Светозар Вукманович е създадено Временното македонско представителство за България, в което той влиза заедно с Павел Шатев, Кирил Мильовски, Перо Манговски, Мире Анастасов, Георги Деспотов, Георги Абаджиев, Григор Ташков, Асен Чаракчиев и Перо Шанданов.